# 比伯山
47°16′13.9″N 10°13′56.5″E / 47.270528°N 10.232361°E

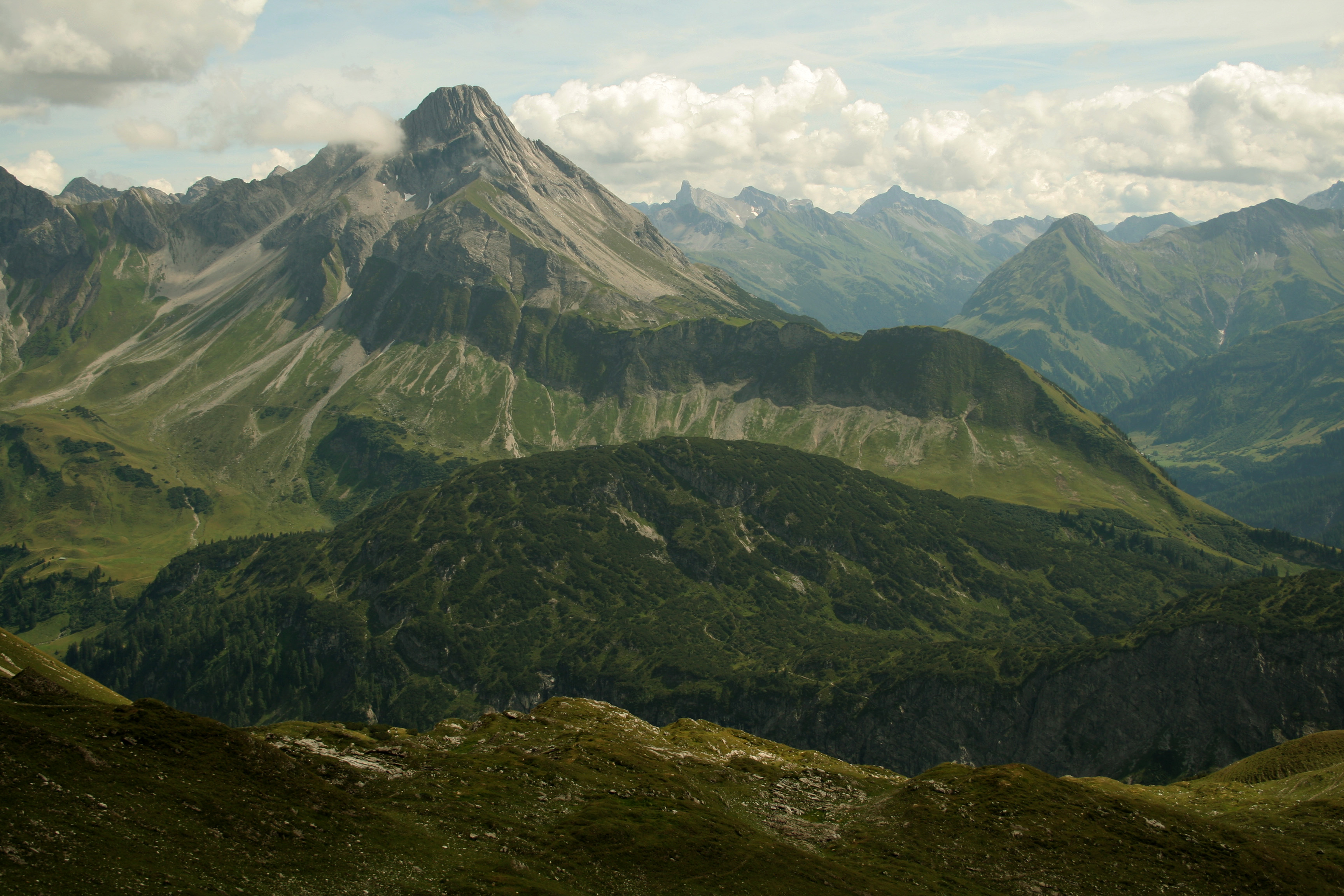

比伯山（德語：Biberkopf），是中歐的山峰，位於德國和奧地利接壤的邊境，屬於阿爾高阿爾卑斯山脈的一部分，距離上利赫特山3.5公里，海拔高度2,599米，人類在1853年首次登頂。